# Mew (hudební skupina)
Mew je dánská indie rocková skupina pocházející z Kodaně. Vznikla v roce 1995 v Hellerupu (severní část Kodaně) a od svého začátku se její členové snažili pozvednout dánskou indie rockovou scénu.[zdroj⁠?!] Za třetí album Frengers získala od dánských kritiků v roce 2003 ocenění za „album roku“ a „skupina roku“.
Deska s názvem And the Glass Handed Kites vyšla v roce 2005. Album bodovalo jak doma, tak i ve Finsku, Norsku a Švédsku. V současné době kapela Mew připravuje sérii koncertů v Aarhusu a Kodani, které jsou naplánovány na konec května 2025.

## Diskografie

### Studiová alba
- 1997 – A Triumph for Man
- 2000 – Half the World Is Watching Me
- 2003 – Frengers
- 2005 – And the Glass Handed Kites
- 2009 – No more stories Are told today I'm sorry They washed away No more stories The world is grey I'm tired Let's wash away
- 2010 - Eggs are Funny
- 2015 - +-
- 2017 - Visuals
- 2018 - Mew with Copenhagen Philharmonic

### Re-edice
- 2006 – A Triumph for Man
- 2007 – Half the World Is Watching Me
- 2007 – Frengers

### DVD
- 2006 – Live In Copenhagen